# Edisonbatterij

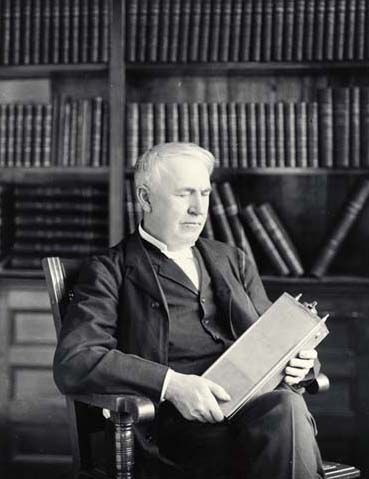
Edison met zijn batterij (1910)

Een Edisonbatterij, oftewel een nikkel-ijzerbatterij is een in 1901 door Thomas Edison gepatenteerde accu die bestaat uit nikkel en ijzer. De energieinhoud per kilo is laag en derhalve is deze oplaadbare batterij alleen geschikt voor stationaire doeleinden zoals de opslag van energie van zonnepanelen. Nadeel van deze accu is dat er bij het opladen tevens elektrolyse en dus waterstofproductie optreedt, waardoor hij (ook gezien de lage energie inhoud) verdrongen werd door de loodaccu. Edisonbatterijen werden tot 1975 geproduceerd door het Amerikaanse bedrijf Exide.
In 2016 test de Technische Universiteit Delft bij deze nikkel-ijzer-batterij of deze bij een overschot aan wind- en zonne-energie niet alleen stroom op kan slaan maar tegelijk ook een bijdrage zou kunnen leveren in de waterstofeconomie. Omdat de nikkel-ijzerbatterij in geladen toestand bij toevoeging van elektriciteit overgaat tot de vorming van waterstofgas wordt de nikkel-ijzerbatterij derhalve ook wel battolyser genoemd.
De elektroden bestaan in geladen toestand uit nikkel-oxyhydroxide (NiOOH) en tweewaardig ijzer (Fe2+). De elektrolyt bestaat uit een oplossing van kaliumhydroxide in water. In tegenstelling tot lithium-ion-batterijen vergt de productie ervan geen dure en zeldzame metalen zoals lithium en kobalt.
Aan de kathode (positieve elektrode) vindt de deelreactie plaats: 
{\displaystyle {\ce {2 NiO(OH) + 2 H2O + 2 e- <=> 2 Ni(OH)2 + 2 OH-}}}
en aan de anode (negatieve elektrode):
{\displaystyle {\ce {Fe + 2 OH- <=> Fe(OH)2 + 2 e-}}}
De volledige reactie is daarmee:
{\displaystyle {\ce {Fe + 2NiOOH + 2 H2O <=> 2 Ni(OH)2 + Fe(OH)2}}}
De TU Delft claimt een totaalrendement van 90%, wat vergeleken met andere batterijen of opslagsystemen (zoals een pompcentrale), heel erg hoog zou zijn.